# 118-я отдельная разведывательная авиационная эскадрилья
Не следует путать с 118-й отдельной корпусной авиационной эскадрильей
118-я отдельная разведывательная авиационная эскадрилья, она же 118-я отдельная армейская разведывательная авиационная эскадрилья, она же 118-я отдельная корректировочная авиационная эскадрилья, она же 118-я отдельная дальнеразведывательная авиационная Краснознаменная эскадрилья — воинское подразделение вооружённых сил СССР в Великой Отечественной войне.

## История
Сформирована 24 июня 1941 года на Северном фронте путём выделения эскадрильи из состава 311-го разведывательного авиационного полка.
В составе действующей армии с 24.06.1941 по 01.05.1942 как 118-я отдельная армейская разведывательная авиационная эскадрилья и с 01.05.1942 по 14.11.1944 как 118-я отдельная дальнеразведывательная авиационная эскадрилья.
На 22.06.1941 года базировалась под Ленинградом имея в составе 11 самолётов СБ в разведывательном варианте. Почти сразу по началу войны была переброшена на Крайний Север, где первое время действовала в составе 137-го ближнебомбардировочного полка.
Действовала в Заполярье в интересах войск Карельского фронта, с 1941 года по лето 1944 года, до 1942 года в основном в интересах 14-й армии.
С начала 1942 года по справочнику боевого состава проходит как корректировочная.
01.05.1942 года переформирована в дальнеразведывательную, получила на вооружение самолёты Пе-2. 
С 1 мая 1943 года по 1 марта 1944 года лётчики эскадрильи выполнили 420 боевых вылетов на разведку и фотографирование обороны противника. Так, в июне 1943 года проводила воздушную разведку завода в посёлке Никель и питающей его энергией гидроэлектростанции на реке Патсойоки.
Летом 1944 года эскадрилья проводила разведку укреплений врага на Свирском оборонительном рубеже. Осенью 1944 года эскадрилья принимала участие в Петсамо-Киркенесской наступательной операции и в сентябре-октябре произвела 107 боевых вылетов на фотографирование оборонительных рубежей и сооружений противника. При выполнение боевых заданий отличились командир эскадрильи гвардии майор Я. Е. Николаев, штурман эскадрильи капитан А. С. Западинский, командир звена капитан А. Р. Сливка, летчик капитан А. В. Колесников, лётчик-наблюдатель лейтенант М. Д. Фролов, начальник связи эскадрильи мл. лейтенант М. Г. Миськов, стрелки-радисты мл. лейтенант В. И. Усс, старшина В. А. Рыбкин, сержант Ив. К. Хамула.
По окончании операции в боях не участвовала.

## Полное наименование (в соответствии с Перечнем № 12)
- 118-я отдельная армейская разведывательная авиационная эскадрилья
- 118-я отдельная дальнеразведывательная авиационная Краснознаменная эскадрилья

## Подчинение
| Дата            | Фронт (округ)               | Армия               | Корпус | Дивизия                           | Примечания |
| --------------- | --------------------------- | ------------------- | ------ | --------------------------------- | ---------- |
| 22.06.1941 года | Ленинградский военный округ | -                   | -      | -                                 | -          |
| 01.07.1941 года | Северный фронт              | 14-я армия          | -      | 1-я смешанная авиационная дивизия | -          |
| 10.07.1941 года | Северный фронт              | -                   | -      | 1-я смешанная авиационная дивизия | -          |
| 01.08.1941 года | Северный фронт              | 14-я армия          | -      | 1-я смешанная авиационная дивизия | -          |
| 01.09.1941 года | Карельский фронт            | 14-я армия          | -      | -                                 | -          |
| 01.10.1941 года | Карельский фронт            | 14-я армия          | -      | 1-я смешанная авиационная дивизия | -          |
| 01.11.1941 года | Карельский фронт            | 14-я армия          | -      | 1-я смешанная авиационная дивизия | -          |
| 01.12.1941 года | Карельский фронт            | 14-я армия          | -      | -                                 | -          |
| 01.01.1942 года | Карельский фронт            | 14-я армия          | -      | 1-я смешанная авиационная дивизия | -          |
| 01.02.1942 года | Карельский фронт            | 14-я армия          | -      | 1-я смешанная авиационная дивизия | -          |
| 01.03.1942 года | Карельский фронт            | 14-я армия          | -      | -                                 | -          |
| 01.04.1942 года | Карельский фронт            | 14-я армия          | -      | -                                 | -          |
| 01.05.1942 года | Карельский фронт            | 14-я армия          | -      | -                                 | -          |
| 01.06.1942 года | Карельский фронт            | -                   | -      | -                                 | -          |
| 01.07.1942 года | Карельский фронт            | -                   | -      | -                                 | -          |
| 01.08.1942 года | Карельский фронт            | -                   | -      | -                                 | -          |
| 01.09.1942 года | Карельский фронт            | -                   | -      | -                                 | -          |
| 01.10.1942 года | Карельский фронт            | -                   | -      | -                                 | -          |
| 01.11.1942 года | Карельский фронт            | -                   | -      | -                                 | -          |
| 01.12.1942 года | Карельский фронт            | -                   | -      | -                                 | -          |
| 01.01.1943 года | Карельский фронт            | -                   | -      | -                                 | -          |
| 01.02.1943 года | Карельский фронт            | -                   | -      | -                                 | -          |
| 01.03.1943 года | Карельский фронт            | -                   | -      | -                                 | -          |
| 01.04.1943 года | Карельский фронт            | -                   | -      | -                                 | -          |
| 01.05.1943 года | Карельский фронт            | -                   | -      | -                                 | -          |
| 01.06.1943 года | Карельский фронт            | -                   | -      | -                                 | -          |
| 01.07.1943 года | Карельский фронт            | -                   | -      | -                                 | -          |
| 01.08.1943 года | Карельский фронт            | -                   | -      | -                                 | -          |
| 01.09.1943 года | Карельский фронт            | -                   | -      | -                                 | -          |
| 01.10.1943 года | Карельский фронт            | -                   | -      | -                                 | -          |
| 01.11.1943 года | Карельский фронт            | 7-я воздушная армия | -      | -                                 | -          |
| 01.12.1943 года | Карельский фронт            | 7-я воздушная армия | -      | -                                 | -          |
| 01.01.1944 года | Карельский фронт            | 7-я воздушная армия | -      | -                                 | -          |
| 01.02.1944 года | Карельский фронт            | 7-я воздушная армия | -      | -                                 | -          |
| 01.03.1944 года | Карельский фронт            | 7-я воздушная армия | -      | -                                 | -          |
| 01.04.1944 года | Карельский фронт            | 7-я воздушная армия | -      | -                                 | -          |
| 01.05.1944 года | Карельский фронт            | 7-я воздушная армия | -      | -                                 | -          |
| 01.06.1944 года | Карельский фронт            | 7-я воздушная армия | -      | -                                 | -          |
| 01.07.1944 года | Карельский фронт            | 7-я воздушная армия | -      | -                                 | -          |
| 01.08.1944 года | Карельский фронт            | 7-я воздушная армия | -      | -                                 | -          |
| 01.09.1944 года | Карельский фронт            | 7-я воздушная армия | -      | -                                 | -          |
| 01.10.1944 года | Карельский фронт            | 7-я воздушная армия | -      | -                                 | -          |
| 01.11.1944 года | Карельский фронт            | 7-я воздушная армия | -      | -                                 | -          |
| 01.12.1944 года | Резерв Ставки ВГК           | 7-я воздушная армия | -      | -                                 | -          |
| 01.01.1945 года | Резерв Ставки ВГК           | 7-я воздушная армия | -      | -                                 | -          |
| 01.02.1945 года | Резерв Ставки ВГК           | 7-я воздушная армия | -      | -                                 | -          |
| 01.03.1945 года | Резерв Ставки ВГК           | 7-я воздушная армия | -      | -                                 | -          |
| 01.04.1945 года | Резерв Ставки ВГК           | 7-я воздушная армия | -      | -                                 | -          |
| 01.05.1945 года | Резерв Ставки ВГК           | 7-я воздушная армия | -      | -                                 | -          |

## Командиры
- капитан Раханский Василий Алексеевич (июнь 1941 г. - 03.07.1941 г., погиб [3])
- капитан Неменко, Степан Алексеевич (июль 1941 г. - январь 1942 г.)
- майор Стариков Георгий Петрович (май 1942 г. - март 1943 г., назначен командиром 80-го ББАП)
- майор Волынченко Андроник Сергеевич (март 1943 г. - сентябрь 1944 г.)
- гвардии майор Николаев Яков Емельянович (с 10 сентября 1944 г.)

## Управление эскадрильи
Комиссар:
- старший политрук Стефаненко Иван Данилович

Начальник штаба:
- майор Константинов Константин Павлович (с мая 1942 г.)

Штурман эскадрильи:
- капитан Западинский, Александр Семёнович

Начальник связи эскадрильи:
- мл. лейтенант Миськов Михаил Григорьевич (с 27.04.1944 г.)

## Воины эскадрильи
| Награда | Ф. И.О.                          | Должность          | Звание            | Дата награждения | Данные о вылетах                                          | Примечания |
| ------- | -------------------------------- | ------------------ | ----------------- | ---------------- | --------------------------------------------------------- | ---------- |
|         | Западинский, Александр Семёнович | лётчик-наблюдатель | старший лейтенант | 04.02.1944       | 148 боевых вылетов на разведку (к ноябрю 1943)            | -          |
|         | Козлов, Алексей Васильевич       | штурман звена      | старший лейтенант | 04.02.1944       | 127 боевых вылетов на разведку (к ноябрю 1943) всего 247  | -          |
|         | Колесников, Алексей Васильевич   | лётчик-наблюдатель | старший лейтенант | 04.02.1944       | 168 боевых вылетов на разведку (к ноябрю 1943), всего 300 | -          |
|         | Сливка, Антон Романович          | командир звена     | старший лейтенант | 04.02.1944       | 173 боевых вылетов на разведку (к ноябрю 1943)            | -          |